# Atomaria sodermani
Atomaria sodermani är en skalbaggsart som beskrevs av Sjöberg 1947. Atomaria sodermani ingår i släktet Atomaria, och familjen fuktbaggar. Arten är reproducerande i Sverige.